# Łukasz Janyst
Łukasz Janyst (ur. 6 października 1983 w Kielcach) – polski piłkarz ręczny, prawoskrzydłowy, od 2007 zawodnik Stali Mielec.

## Kariera sportowa
W latach 2001–2007 był zawodnikiem Vive Kielce, w barwach którego grał w Ekstraklasie. W sezonie 2002/2003 zdobył z kieleckim klubem mistrzostwo Polski, zaś w sezonach 2002/2003, 2003/2004 i 2005/2006 wywalczył Puchar Polski. Będąc zawodnikiem Vive, występował również w europejskich pucharach, m.in. w sezonie 2005/2006 rozegrał w Pucharze EHF cztery mecze, zdobywając jedną bramkę w rozegranym 10 grudnia 2005 spotkaniu z duńskim Viborgiem (39:39).
W 2007 został graczem Stali Mielec. W sezonie 2009/2010, kiedy mielecki klub wywalczył awans do Superligi, zdobył 136 goli w 21 meczach, zajmując 5. miejsce w klasyfikacji najlepszych strzelców I ligi. W sezonie 2015/2016 był najskuteczniejszym zawodnikiem Stali w Superlidze – w 27 meczach rzucił 133 bramki, zajmując 7. pozycję w klasyfikacji najlepszych strzelców ligi. Będąc zawodnikiem mieleckiej drużyny, grał też w europejskich pucharach – w sezonie 2011/2012 zdobył pięć goli w Challenge Cup, natomiast w sezonie 2012/2013 rzucił dziewięć bramek w 1. i 2. rundzie Pucharu EHF.
Wobec kontuzji dłoni Patryka Kuchczyńskiego i problemów z barkiem Roberta Orzechowskiego, trener Bogdan Wenta powołał go 9 czerwca 2011 do reprezentacji Polski na mecz eliminacji do mistrzostw Europy z Portugalią. W spotkaniu, które odbyło się 12 czerwca 2011 w Poznaniu i zakończyło zwycięstwem Polski 30:22, zadebiutował w narodowych barwach. W grudniu 2011 znalazł się w 28-osobowej kadrze na mistrzostwa Europy w Serbii (w turnieju nie wystąpił).

## Sukcesy
Vive Kielce
- Mistrzostwo Polski: 2002/2003[3]
- Puchar Polski: 2002/2003, 2003/2004, 2005/2006

Indywidualne
- 5. miejsce w klasyfikacji najlepszych strzelców I ligi: 2009/2010 (136 bramek; Stal Mielec)[5]
- 7. miejsce w klasyfikacji najlepszych strzelców Superligi: 2015/2016 (133 bramki; Stal Mielec)[6]
- Najlepszy prawoskrzydłowy fazy zasadniczej Superligi w sezonie 2015/2016 według Sportowych Faktów (Stal Mielec)[9]
- Uczestnik meczu gwiazd Ekstraklasy w sezonie 2008/2009 (zdobył dwie bramki dla Południa)[10]